# きぼう (小惑星)
きぼう (14500 Kibo) は、小惑星帯にある小惑星。群馬県の小林隆男によって発見された。
小惑星名は国際宇宙ステーション日本実験棟 (JEM) の愛称「きぼう」に由来する。2003年9月に東京都江東区の日本科学未来館で開催された「宇宙の日」ふれあいフェスティバル2003において、公募された名前候補の中から参加者の子供たちによって選出され、小惑星センターによって正式に承認されて翌年1月7日の小惑星回報で公表された。なお、候補のひとつであった「えど」（江戸）は既に小林が発見した別の小惑星の名前として申請済みであり、2003年11月に承認された。